# Johan Jakob Nordström

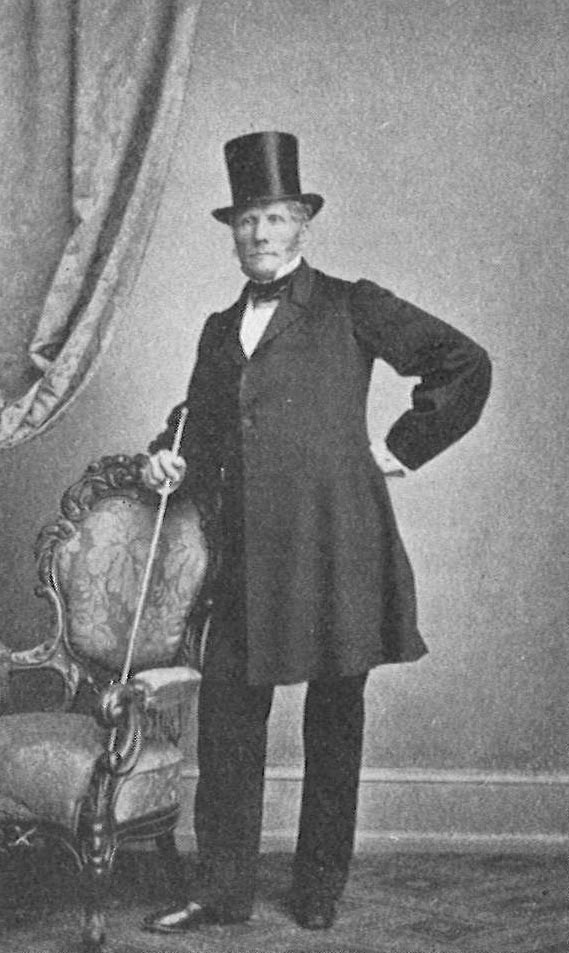
Johan Jakob Nordström.

Johan Jakob Nordström, född 20 december 1801 i Åbo i Egentliga Finland, död 17 maj 1874 i Stockholm, var en finlandssvensk jurist, riksarkivarie, och politiker.
Nordström var professor i folk- och statsrätt i Helsingfors 1834–1846, Sveriges riksarkivarie från 1846, ledamot av prästeståndet 1853–1863, samt ledamot av första kammaren 1867–1874.

## Biografi
Johan Jakob Nordström föddes i Åbos svenska församling som son till svarvarmästare och gårdsägare Matts Nordström och Katarina Holmberg. Sex år gammal upplevde han Alexander I:s ockupation, vilket skulle påverka hans politiska åskådning.
Med ekonomiskt stöd från en morbroder fick han möjlighet att studera vid Kungliga Akademien i Åbo, där han blev magister, juris kandidat, och disputerade, det senare över en avhandling om länsförfattningen i Sverige under medeltiden. Som student tog han intryck från den så kallade Åboromantiken, anslöt sig till den historiska skolan, blev lärjunge till Friedrich Karl von Savigny, Edmund Burke och Erik Gustaf Geijer, och kom senare att verka mot kontraktualismen. År 1827 fick han tjänst som adjunkt i ekonomisk rätt, men efter stadens brand 1828 förlades hans tjänst i Helsingfors. 
År 1834 utnämndes han till professor i statsrätt och folkrätt, efter att två år tidigare ha utgivit ett par större verk, om bevisföring i brottmål under medeltiden, och ett verk om Finlands kommunallagar. Under tiden han verkade som professor, utkom han med sitt huvudverk, den 1200 sidor stora Bidrag till den svenska samhällsförfattningens historia. Verket har kritiserats för bristande källforskning, men också beundrats för de omfattande kunskaper han nedlagt i det. Verket utgjorde brytpunkt i hans karriär, då uppmärksamheten gjorde att han fick allt mindre tid till forskning och hans kunskaper efterfrågades inom statsförvaltningen och politiken. 
Han sade därför upp sig från universitetet 1846, och begav sig till Sverige, där han blivit utnämnd till riksarkivarie efter Hans Järta och tillförordnad Bror Emil Hildebrand. Många finländare upplevde hans emigration som ett svek. Att han även var motståndare till den utbredda fennomanin i romantikens Finland, gjorde att han fick ytterligare ovänner. Som riksarkivarie företog han en betydande publicistisk verksamhet, och var en tid lärare i statsrätt för kronprins Karl.
Åren 1848 och 1849 utnämndes han till sekreterare vid universitetens kanslerer i Lund och Uppsala, och hade ett finger med i utformningen av universitetsstatuterna 1852. Till skillnad från exempelvis Geijer var Nordström motståndare till universitetens jurisdiktionsrätt, vilken avskaffades detta år. 
År 1847 inträde han första gången i Sveriges riksdag – som sekreterare i Konstitutionsutskottet – en post han även innehade 1850. Samma år invaldes han även som ledamot av Kungliga Vetenskapsakademien. Vid ståndsriksdagarna 1853/54, 1856/58, 1859/60 och 1862/63 företrädde han Vetenskapsakademien i prästeståndet. Som riksdagsman blev han ledare för det så kallade Nordströmska partiet under ståthållarstriden. Han tillhörde de konservativa krafterna inom svensk politik, vilket bland annat visade sig i hans hållning i representationsreformen som han avvisade, för att i stället försvara en på organisk samhällsuppfattning grundad ståndsförfattning[förklaring behövs], om än olik det rådande systemet. Senare var han riksdagsledamot i första kammaren för Norrbottens läns valkrets från 1867 till sin död.
Han deltog i flera statliga kommittéer och var 1854–1867 fullmäktig i Riksgäldskontoret. Det har sagts om Nordström att få eller ingen riksdagsman i den svenska historien har framlagt så många reservationer mot antagna lagar. När Frans Michael Franzén avled erbjöds Nordström hans stol i Svenska akademien, men han avböjde. År 1829 gifte han sig med Anna Kristina Synnerberg, dotter till statsrådet Erik Johan Synnerberg och Christina Charlotta von Knorring. Tillsammans fick de sonen Theodor Nordström, som sedermera blev landshövding.

## Priser och utmärkelser
- 1846 – Kungliga priset